# Túl a folyón és az erdőn
A Túl a folyón és az erdőn (Over the River and Through the Woods) Clifford D. Simak science fiction novellája, amelyet 1965-ben Nebula-díjra jelöltek a short story kategóriában. A mű magyarul először a Galaktika 9. számában jelent meg 1974-ben, később kiadták az első Metagalaktikában, majd a Galaktika 146. számában is, 1992 novemberében.

## Cselekménye
|  | Alább a cselekmény részletei következnek! |

1896 kora őszének egyik délutánján két gyermek tűnik fel Forbesék vidéki házánál. A kislány és a kisfiú furcsa ruhákat visel, táskájuk is különös módon záródik, noha sem szíjak, sem csatok nincsenek rajtuk. Azt mondják, egészen közelről jöttek, és Ellen Forbest „nagymamának” szólítják, pedig Ellen még sohasem látta őket. Azt is mondják, hogy a papájuk „időmérnök”, és nemsokára értük jön.
Forbesék kedvesen fogadják őket, de nem értik, mi történik. Mrs. Forbes akkor világosodik meg, amikor a gyerekek holmijai közül előkerül egy, a saját eljövendő születésnapjára kapott megkopott Biblia, és egy 100 évvel későbbről dátumozott levéltöredék, amely az egész emberiséget fenyegető drámai eseményekről beszél.